# Гінзбург Григорій Романович
Григорій Романович Гінзбург (1904 — 1961) — радянський піаніст. Заслужений діяч мистецтв РРФСР (1946). Лавреат Сталінської премії другого ступеня (1949). 

## Біографія
Г. Р. Гінзбург народився 16 травня (29 травня за новим стилем) 1904 року в Нижньому Новгороді. Закінчив МДК імені П. І. Чайковського в класі О. Б. Гольденвейзера. У 1927 році учасник Першого Міжнародного конкурсу піаністів імені Ф. Шопена, лавреат четвертої премії. У 1933 році Григорій Коган, характеризуючи манеру Гінзбурга, відзначав: 
 Гінзбург — великий віртуоз. Чимало відомих піаністів могло б повчитися у нього в цьому плані ... Але, кажучи як віртуоз, він мислить як музикант. Гінзбург — перш за все музикант: точне формулювання, досконале вираження певних музичних думок — ось що таке його віртуозність. Віртуозні захоплення, що порушують логіку музичного мислення, віртуозні ефекти, через які спотворюється музичний сенс хоча б в найменшій деталі, зовсім далекі його натурі. Навпаки, зосереджене «вникання» в твір настільки «приборкує» часом його піаністичний темперамент, що скоріше можна було б — часом — зробити йому докір в надмірній споглядальності, недостатньо дієвому характері виконання. 
 З 1929 року викладав в Московській консерваторії. З 1935 року — професор. Серед учнів Гінзбурга — Гліб Аксельрод, Сергій Доренський, Олексій Скавронський, Валентина Білих. 
Г. Р. Гінзбург помер 5 грудня 1961 року в Москві. Похований на Донському кладовищі. 

До сторіччя Гінзбурга, визначаючи його місце в історії російського піанізму, сучасний фахівець стверджує: 
 Гінзбург є останнім майстром класичного роялю, інструменту, освяченого роботою та ім'ям Ліста. Останнім, а разом з тим, якщо говорити про досконалість самого художнього організму класичного роялю, який оживає під пальцями виконавця, — може бути, і вершинним його майстром. Чудові виконавці нових поколінь, що вийшли на сцену в останній третині XX сторіччя — майстри іншого інструменту, після-класичного рояля. У цих поколіннях змінюється навіть типова конституція рук піаніста: рука стає сухішою, згідно росту ударного компонента в інтонаційному спектрі фортеп'янного звуку. Тоді як руки Гінзбурга належали ще класичного типу піаністичних рук, одягнених м'язовою плоттю, виділяючись своєю гармонійною красою, самі по собі являючись творами мистецтва. 

## Сім'я
Дружина — Ревекка Львівна Гінзбург (при народженні Шнеєрсон), піаністка. 

## Нагороди і премії
- Сталінська премія другого ступеня (1949) — за концертно-виконавську діяльність
- Заслужений діяч мистецтв РРФСР (1946)